# Wolha Konan
Wolha Konan (biał. Вольга Конан; ur. 11 listopada 1989 w Brześciu) – białoruska badmintonistka, grająca dla Białorusi do 2009, od 2009 dla Polski, a następnie od końca 2009 dla Niemiec.
W 2008 reprezentowała Białoruś na igrzyskach w Pekinie, brała udział w grze pojedynczej - odpadła w 1/8 finału.